# Nesomachilis maoricus
Nesomachilis maoricus är en insektsart som beskrevs av Tillyard 1924. Nesomachilis maoricus ingår i släktet Nesomachilis och familjen Meinertellidae. Inga underarter finns listade i Catalogue of Life.